# 中亚苦蒿
中亚苦蒿（学名：Artemisia absinthium）为菊科蒿属的植物。分布于欧洲、克什米尔、非洲、阿富汗、伊朗、俄罗斯、北美洲、印度、巴基斯坦以及中国大陆的新疆等地，生长于海拔1,100米至1,500米的地区，多生长于山坡、林缘、野果林、草原及灌丛地等）。是釀造苦艾酒的原料之一。

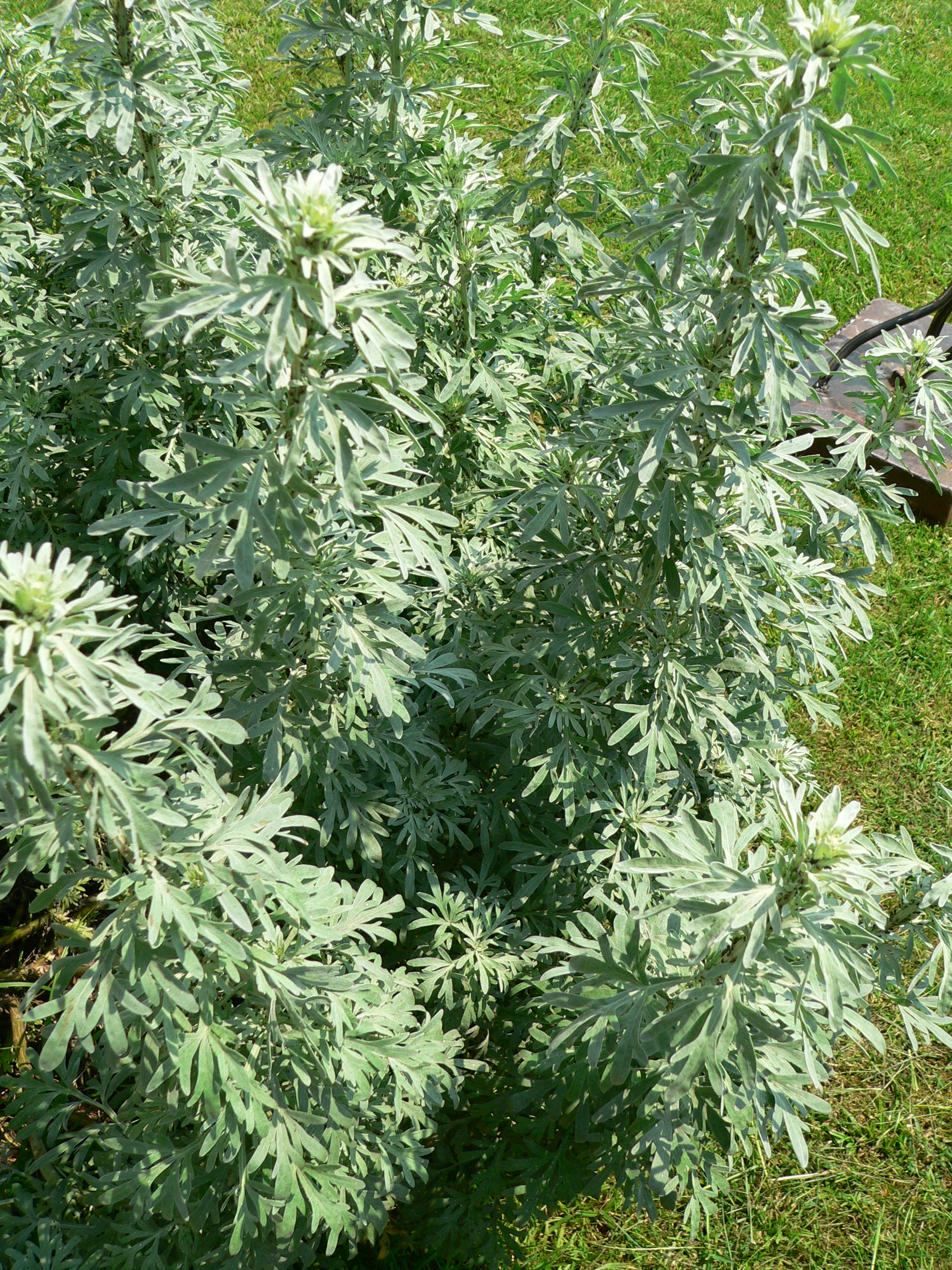
植株
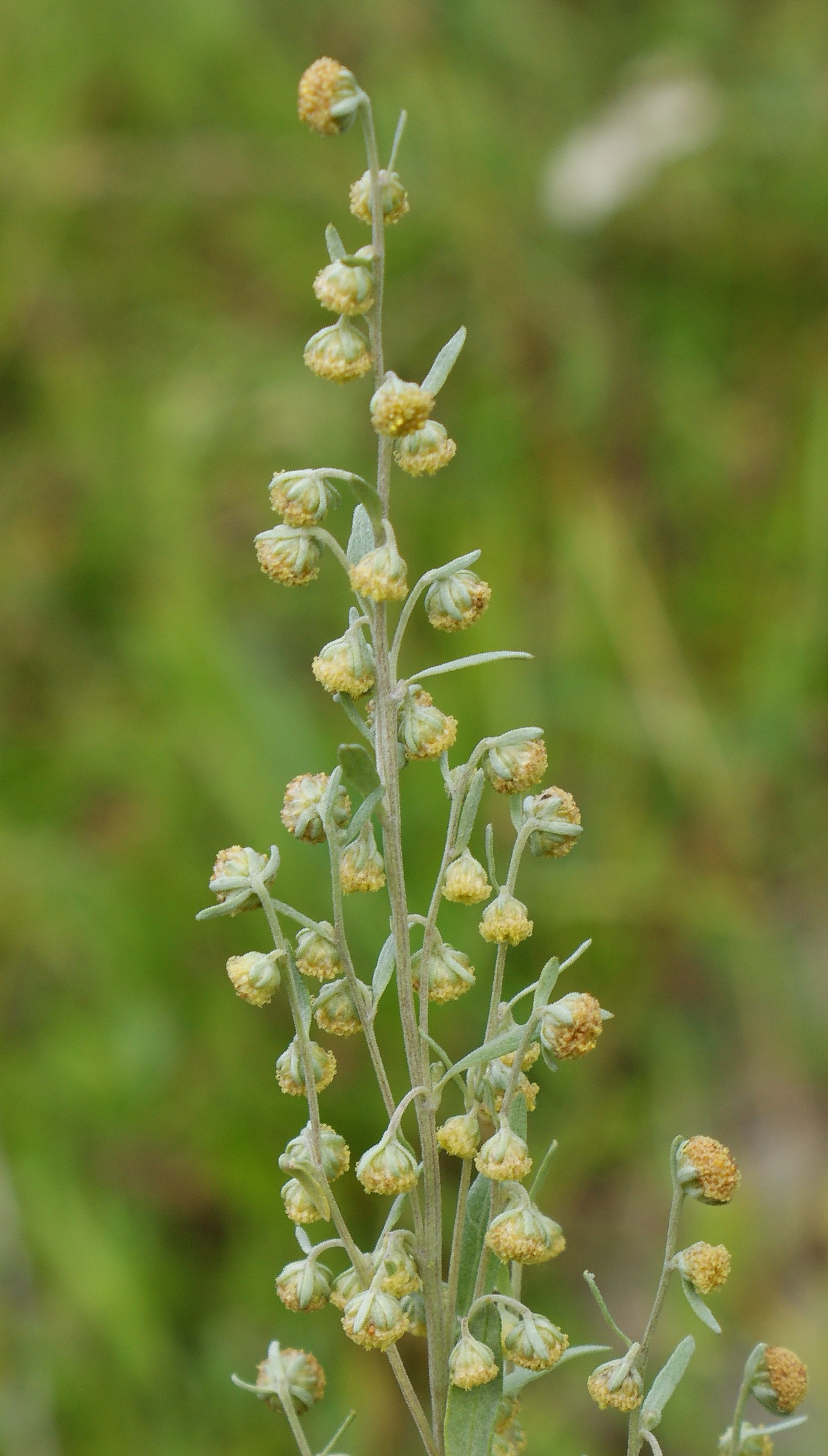
花序
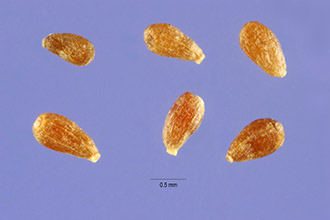
種子
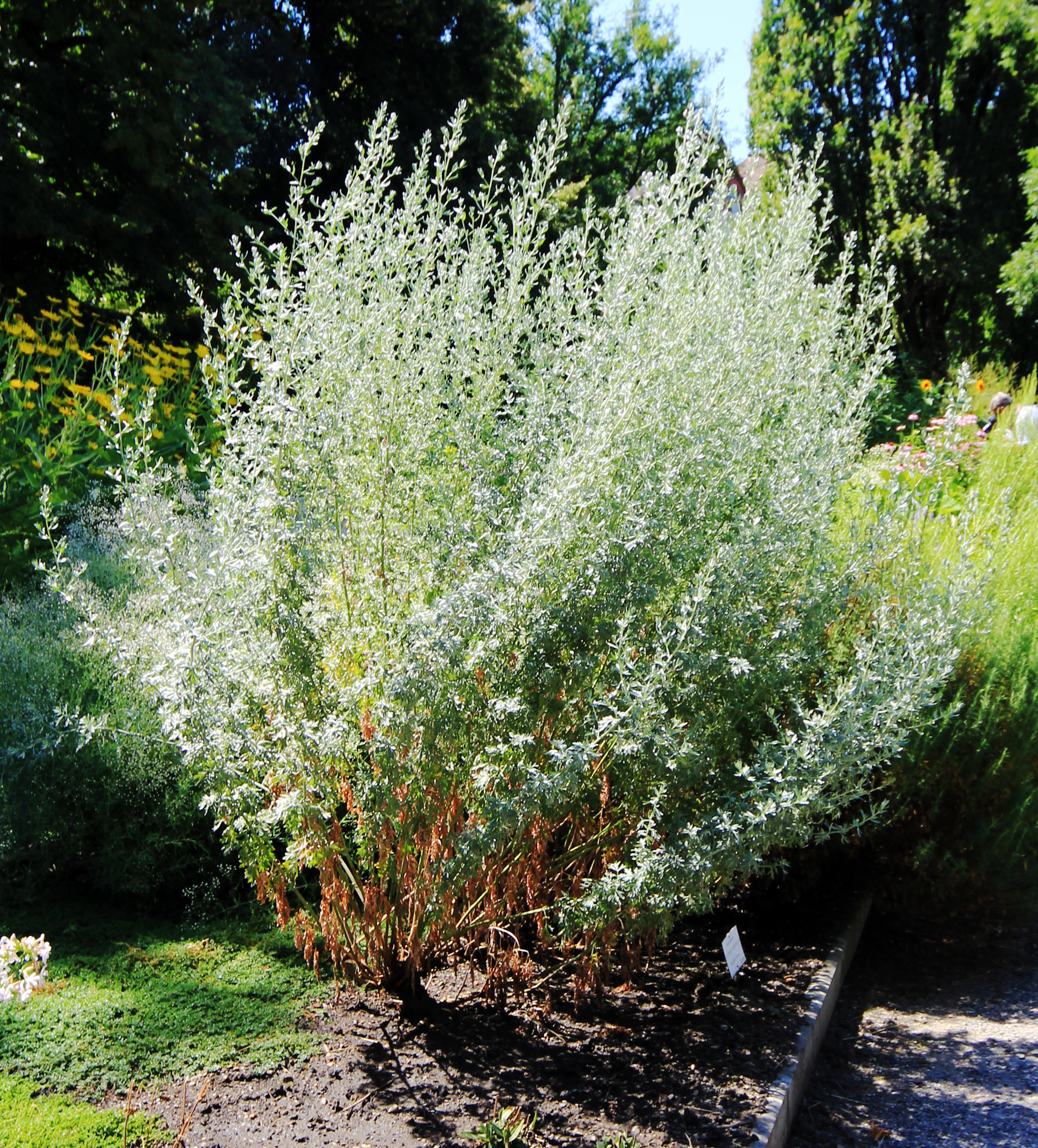

## 别名
洋艾（江苏南部种子植物手册），苦艾、苦蒿、啤酒蒿（新疆、江苏）